# Surinaamse parlementsverkiezingen 1928
De Surinaamse parlementsverkiezingen in 1928 vonden plaats in maart van dat jaar. 
Er konden vijf leden voor de Koloniale Staten gekozen worden in verband met het periodiek aftreden van R.A.P.C. O'Ferrall, A.A. Dragten, P.A. May, A.G. Putscher en H.G.W. de Miranda. Alleen O'Ferrall stelde zich niet herkiesbaar.
| Kandidaat         | Stemmen | resultaat |
| ----------------- | ------- | --------- |
| A.A. Dragten      | 635     | gekozen   |
| W. Kraan          | 497     | gekozen   |
| P.A. May          | 601     | gekozen   |
| H.G.W. de Miranda | 562     | gekozen   |
| A.J. Morpurgo     | 372     | x         |
| A.G. Putscher     | 463     | gekozen   |

Bij deze verkiezingen mochten alleen mannen die aan bepaalde voorwaarden voldeden (censuskiesrecht) stemmen. Bij de eerste ronde waren er 838 geldig uitgebrachte stembiljetten waarbij een kiezer voor meer dan een kandidaat kon stemmen. Er waren vijf zetels te verdelen en om in de eerste ronde gekozen te kunnen worden had een kandidaat de stem nodig van meer dan de helft van de geldig uitgebrachte stembiljetten (minstens 420 stemmen). Precies vijf kandidaten voldeden aan die voorwaarde zodat er geen tweede ronde nodig was.
Na deze verkiezingen had de Koloniale Staten de volgende dertien leden:
| Naam              | Gepland jaar van aftreding | Bijzonderheden                      |
| ----------------- | -------------------------- | ----------------------------------- |
| J.A. Drielsma     | 1930                       | voorzitter                          |
| A.A. Dragten      | 1934                       | vicevoorzitter                      |
| C.L. Cool         | 1930                       |                                     |
| K.J. van Erpecum  | 1930                       | in 1929 opgevolgd door C.W. Naar    |
| S.J. Samuels      | 1930                       |                                     |
| P.A.A. Bucaille   | 1932                       | in 1929 opgevolgd door Ph.A. Samson |
| F.P. Schuitemaker | 1932                       |                                     |
| D.J.B. Simons     | 1932                       |                                     |
| E. Snellen        | 1932                       |                                     |
| W. Kraan          | 1934                       |                                     |
| P.A. May          | 1934                       |                                     |
| H.G.W. de Miranda | 1934                       |                                     |
| A.G. Putscher     | 1934                       |                                     |